# Mansilla Mayor
Pour les articles homonymes, voir Mansilla.
Mansilla Mayor est un municipio (municipalité ou canton) de la comarque de Tierra de León, dans la province de León, communauté autonome de Castille-et-León, dans le Nord de l'Espagne. C'est aussi le nom de la localité chef-lieu du municipio.
Le territoire de ce municipio est traversé par le Camino francés du Chemin de Saint-Jacques, qui passe par Villamoros de Mansilla dans son tracé principal ou par le chef-lieu Mansilla Mayor, puis par Villaverde de Sandoval et Nogales dans une variante sud permettant de voir le monastère de Villaverde de Sandoval.

## Géographie
Le municipio contient les localités de :
- Mansilla Mayor
- Nogales
- Villamoros de Mansilla
- Villaverde de Sandoval

## Démographie
| 1991 |  | 1996 |  | 2001 |  | 2004 |  | 2007 |  | 2008 |  | 2009 |  | 2010 |
| ---- |  | ---- |  | ---- |  | ---- |  | ---- |  | ---- |  | ---- |  | ---- |
| 476  |  | 413  |  | 415  |  | 393  |  | 358  |  | 348  |  | 344  |  | 351  |

## Culture et patrimoine

### Pèlerinage de Compostelle
Sur le Camino francés du Pèlerinage de Saint-Jacques-de-Compostelle, on vient du municipio de Mansilla de las Mulas par la localité chef-lieu du même nom.
Le prochain municipio traversé est celui de Villasabariego, par sa localité de Villarente, quelle que soit la variante choisie.

## Sources et références
- (es) Cet article est partiellement ou en totalité issu de l’article de Wikipédia en espagnol intitulé « Mansilla Mayor » (voir la liste des auteurs).
- Grégoire, J.-Y. & Laborde-Balen, L. , « Le Chemin de Saint-Jacques en Espagne - De Saint-Jean-Pied-de-Port à Compostelle - Guide pratique du pèlerin », Rando Éditions, mars 2006,  (ISBN 2-84182-224-9)
- « Camino de Santiago St-Jean-Pied-de-Port - Santiago de Compostela », Michelin et Cie, Manufacture Française des Pneumatiques Michelin, Paris, 2009,  (ISBN 978-2-06-714805-5)
- « Le Chemin de Saint-Jacques Carte Routière », Junta de Castilla y León, Editorial

1. ↑  www.cajaespana.es : Budget du municipio.